# Jean-Baptiste Regnault

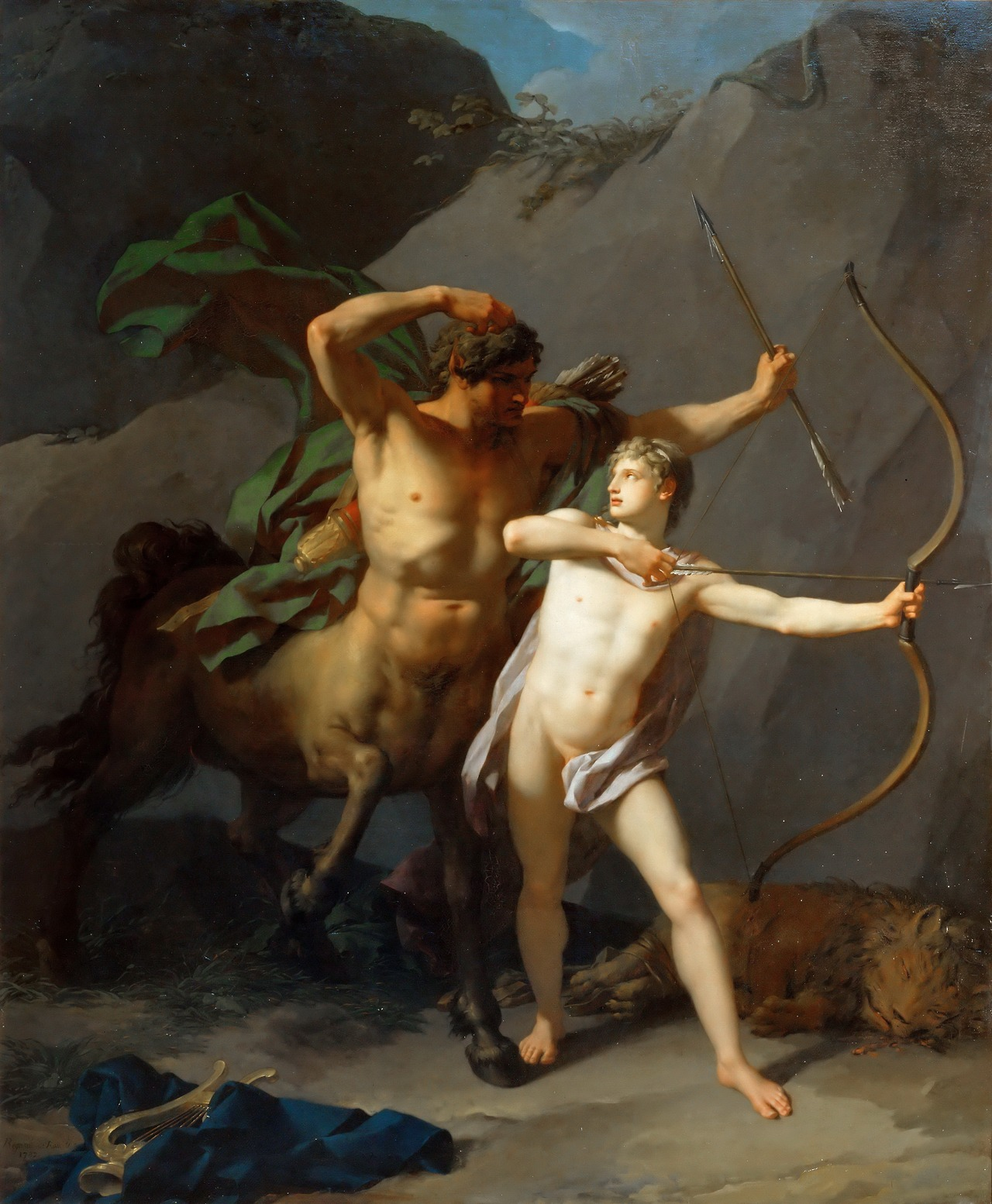
L'educació d'Aquil·les.

Jean-Baptiste Regnault (París, 9 d'octubre de 1754 - 12 de novembre de 1829) fou un pintor i acadèmic neoclàssic parisenc.

## Biografia
Va començar la seva vida laboral com a grumet d'un vaixell mercant durant cinc anys. De tornada a París va ser alumne del pintor Jean Badin, a qui acompanyà a Itàlia recomanat per Monsieur de Monval, així com de Nicolas-Bernard Lepicié i de Joseph-Marie Vien.
El seu Alexandre i Diogen li va valer el Prix de Rome el 1776. Posteriorment, va romandre a la Villa Médicis en companyia de Jacques-Louis David i Pierre Peyron.
Va ser admès a l'acadèmia de belles arts de França el 1782 amb el quadre L'educació d'Aquil·les, elegit per l'equilibri entre la composició i les formes i la puresa de l'estil, així com per la qualitat dels matisos cromàtics.
Al voltant de l'any 1789 va rebre l'encàrrec de la que es considera la seva millor obra de joventut dins de la tradició academicista, El descendiment de la creu, per a l'Acadèmia reial de Fontainebleau.

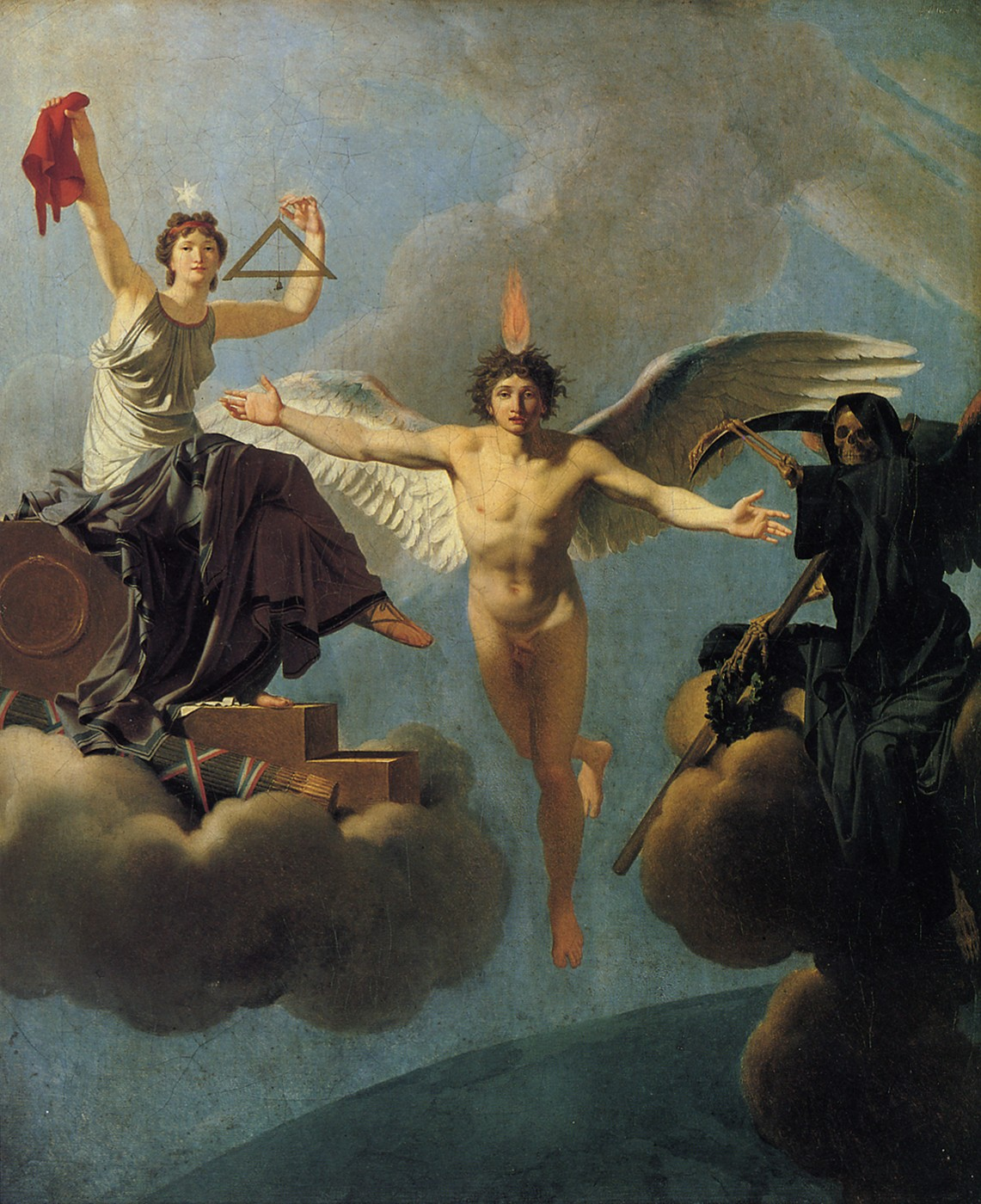
La Llibertat o la Mort (1795)

En un principi cultivà temes històrics fins que va quedar apassionat per la revolució francesa, pintant, llavors, per al Saló de 1795 "La Llibertat o la Mort". En aquesta bella tela es pot apreciar al centre al Geni protector de França amb ales tricolors, sobrevolant el globus terrestre, expressant així la universalitat de les idees de la Convenció de 1793. A la seva esquerra, la Mort; a la seva dreta, la República amb els símbols de la llibertat, la igualtat i la fraternitat.
A més de diversos llenços de petit format i de tema al·legòric, Regnault és també l'autor d'una gran quantitat de pintures de temàtica històrica i mitològica. La seva escola, que va comptar entre els seus principals assistents a Pierre Narcisse Guérin, Merry-Joseph Blondel, Robert Lefèvre, Félix Boisselier i Théodore Caruelle d'Aligny, entre molts d'altres, fou durant molt de temps digna rival de la influenciada per David.
Durant l'Imperi Napoleònic, Jean-Baptiste Regnault, que signava artísticament com "Renaud de Roma", va elaborar grans teles amb la mateixa fredor heretada de l'antiguitat, com l'encarregat per Napoleó el 1804 destinat per al Senat francès i titulat "Marxa triomfal de Napoleó cap al temple de la immortalitat", conservat actualment al Palau de Versalles.

## Algunes obres
- Alexandre i Diògenes, (1776)
- L'Educació d'Aquil·les, (1782), Museu del Louvre.
- L'origen de l'escultura, o Pigmalió i la seva estàtua,(1786), Château de Maisons-Laffitte
- L'origen de la pintura, Château de Maisons-Laffitte
- Orestes i Ifigenia en Tauride, (1787)
- Descendiment de la Creu, (1789), Museu del Louvre.
- El Diluvi, (1789-91)?, Museu del Louvre.
- Sòcrates arravassant a Alcibiades dels braços del Plaer, (1791), Museu del Louvre.
- La Llibertat o la Mort, (1795), Kunsthalle, Hamburg.
- Les tres Gràcies,(1799), Louvre.
- La mort de Cleòpatra, (1799)
- Desaix morint a la batalla de Marengo, (1801), Versalles.
- Retrat de Napoleó a Bolònia, (1804), L'Havana, Museu napoleònic.
- La marxa triunfal de Napoleó cap al temple de la immortalitat, (1804).
- Matrimoni del Príncep Jérôme i la Princesa de Wurtemberg, (1810).
- Amor i Himeneu bevent de la copa de l'Amistat, (1820), Meaux, Museu Bossuet.
- Amor i Psyche, (1828).

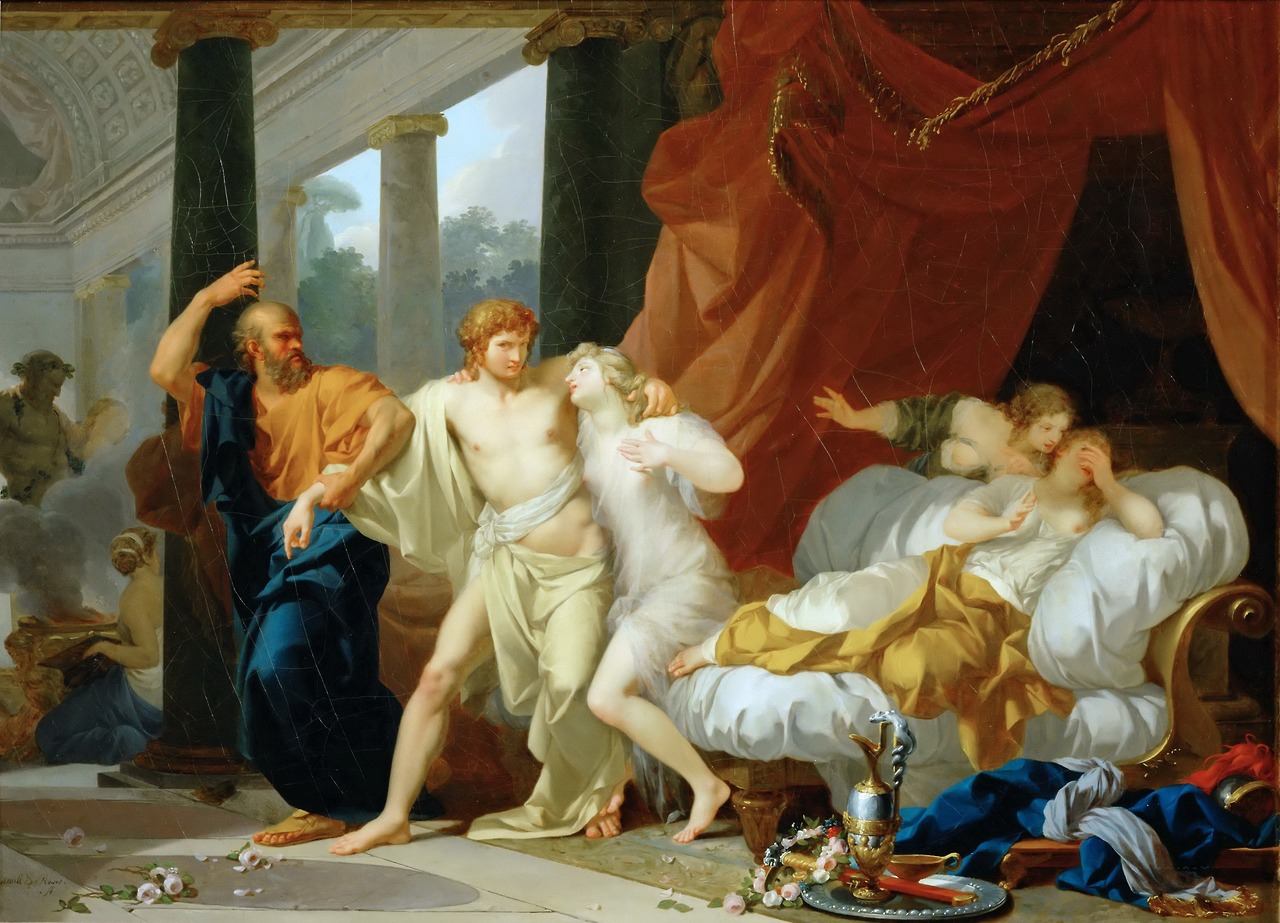
Sócrates arravassant a Alcibiades dels braços del Plaer (1791)
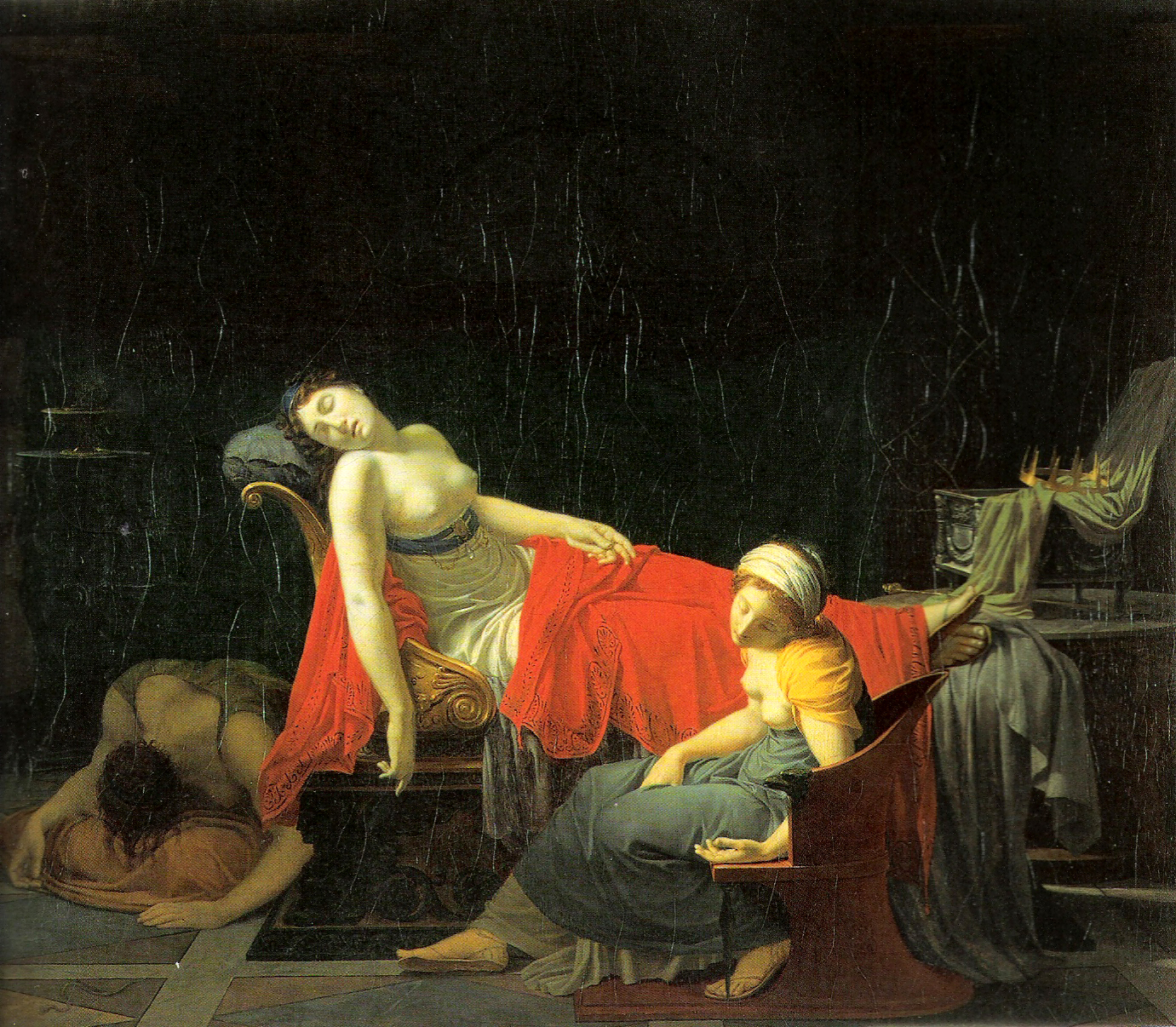
La mort de Cleòpatra (1799)
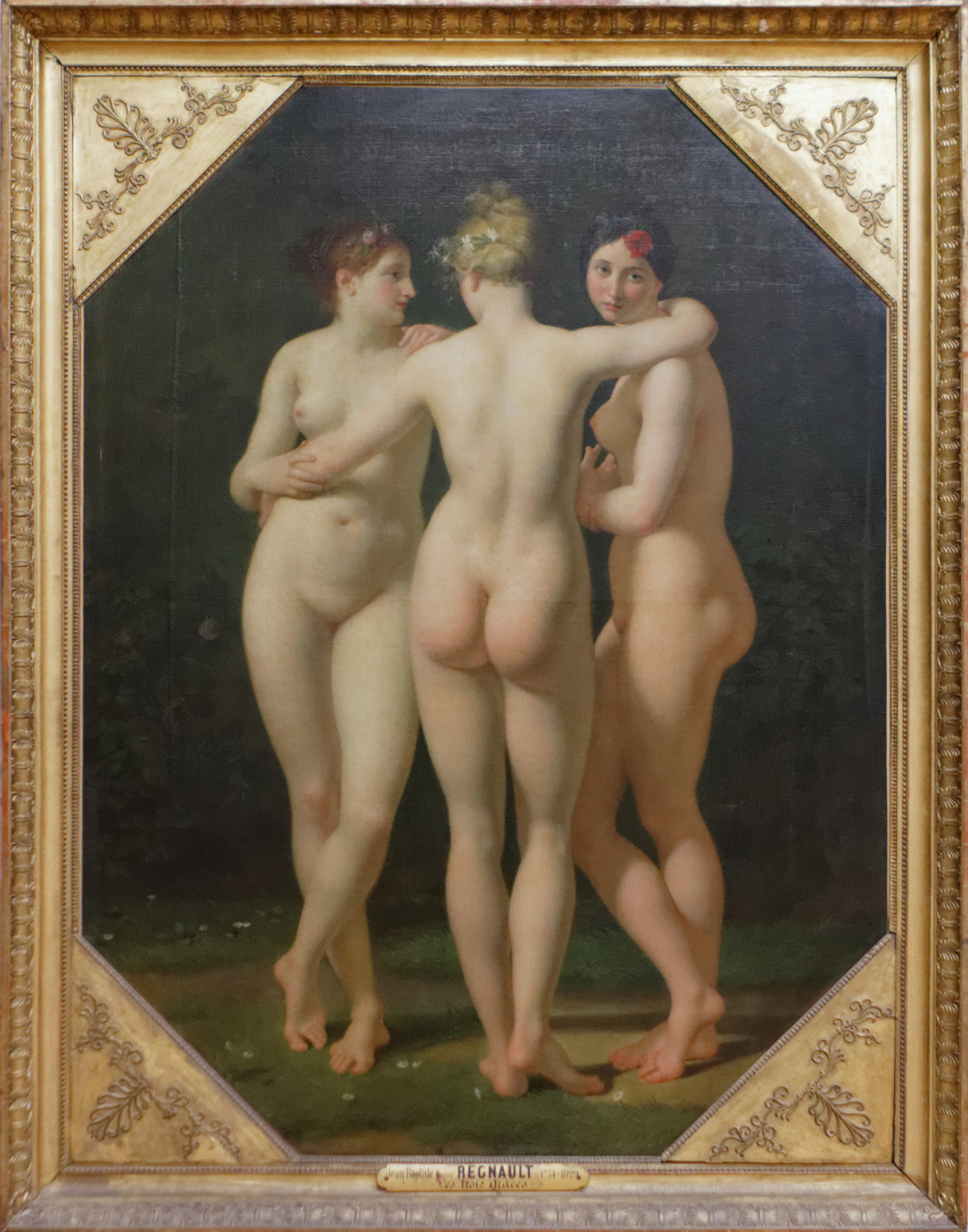
Les tres Gràcies (1799)
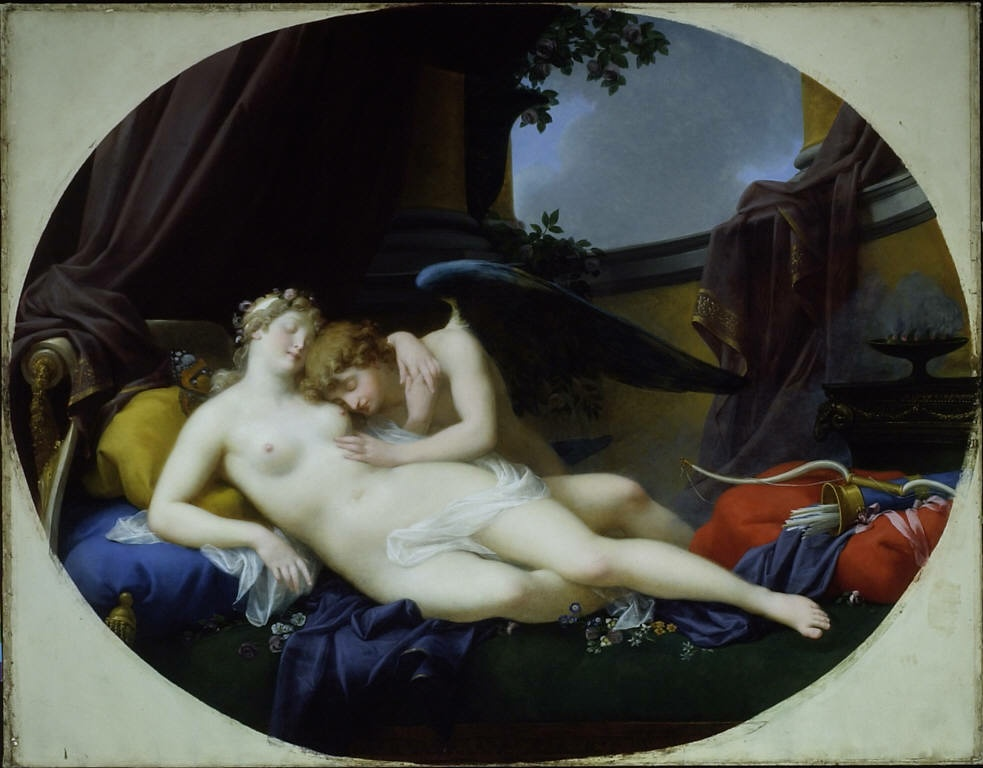
Amor i Psyche (1828)
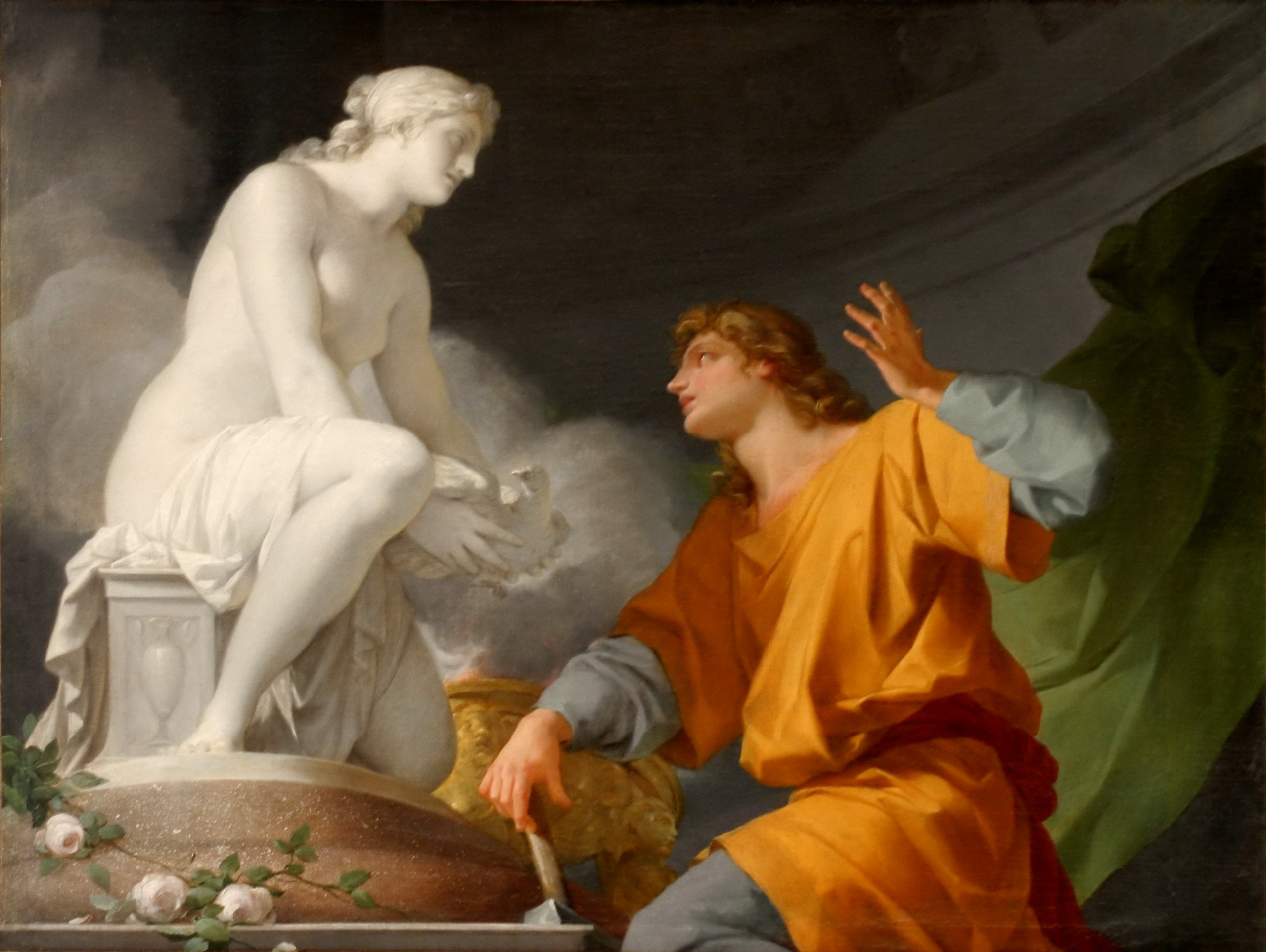
L'origen de l'escultura (1786)
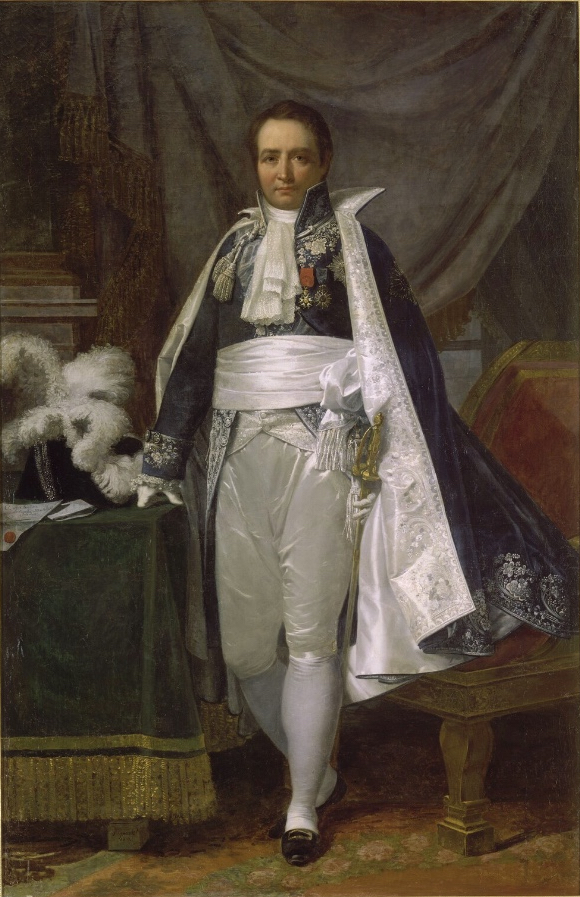
Jean-Pierre Bachasson, Compte de Montalivet (1810)
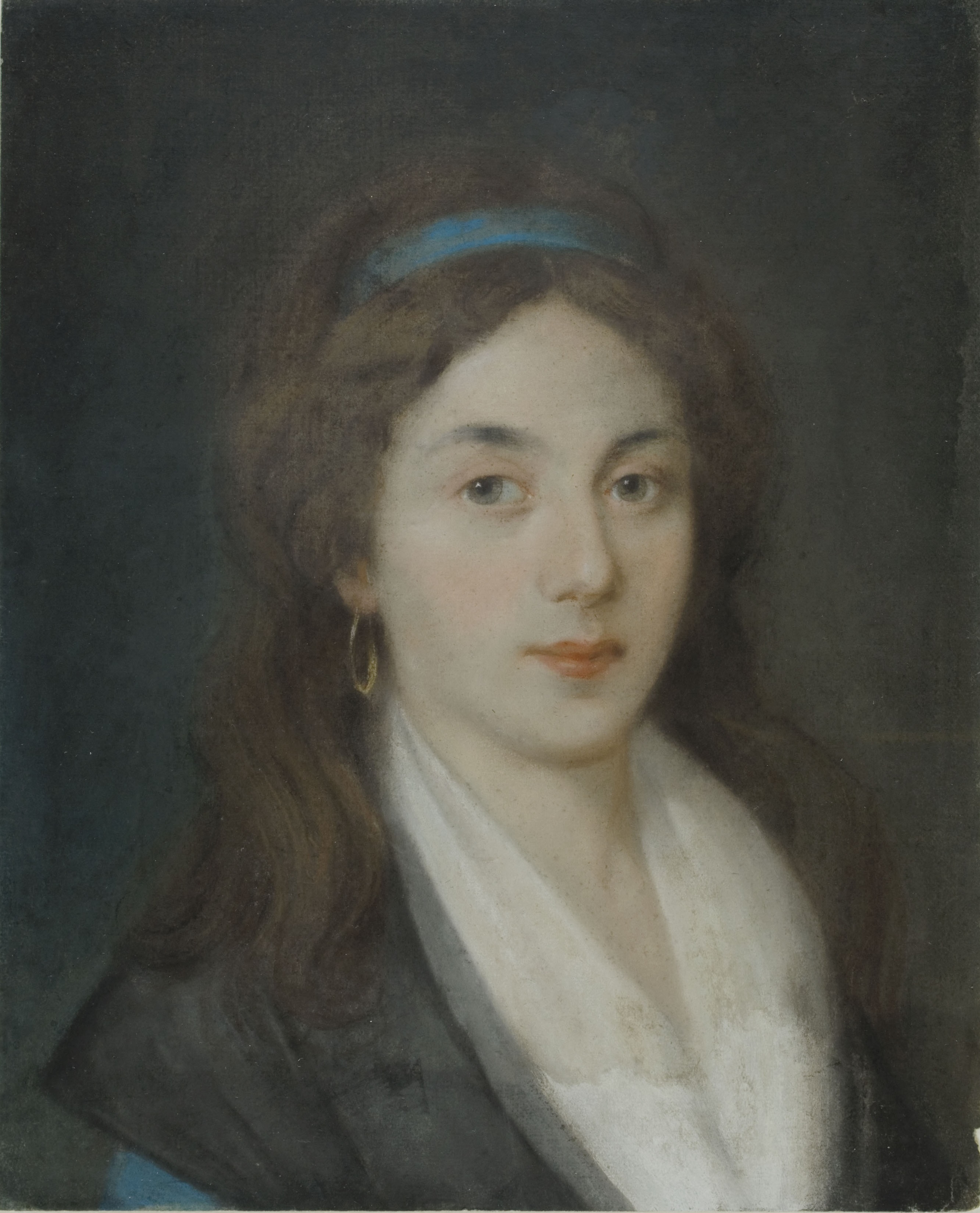
Retrat de Éléonore Duplay, s.XVIII
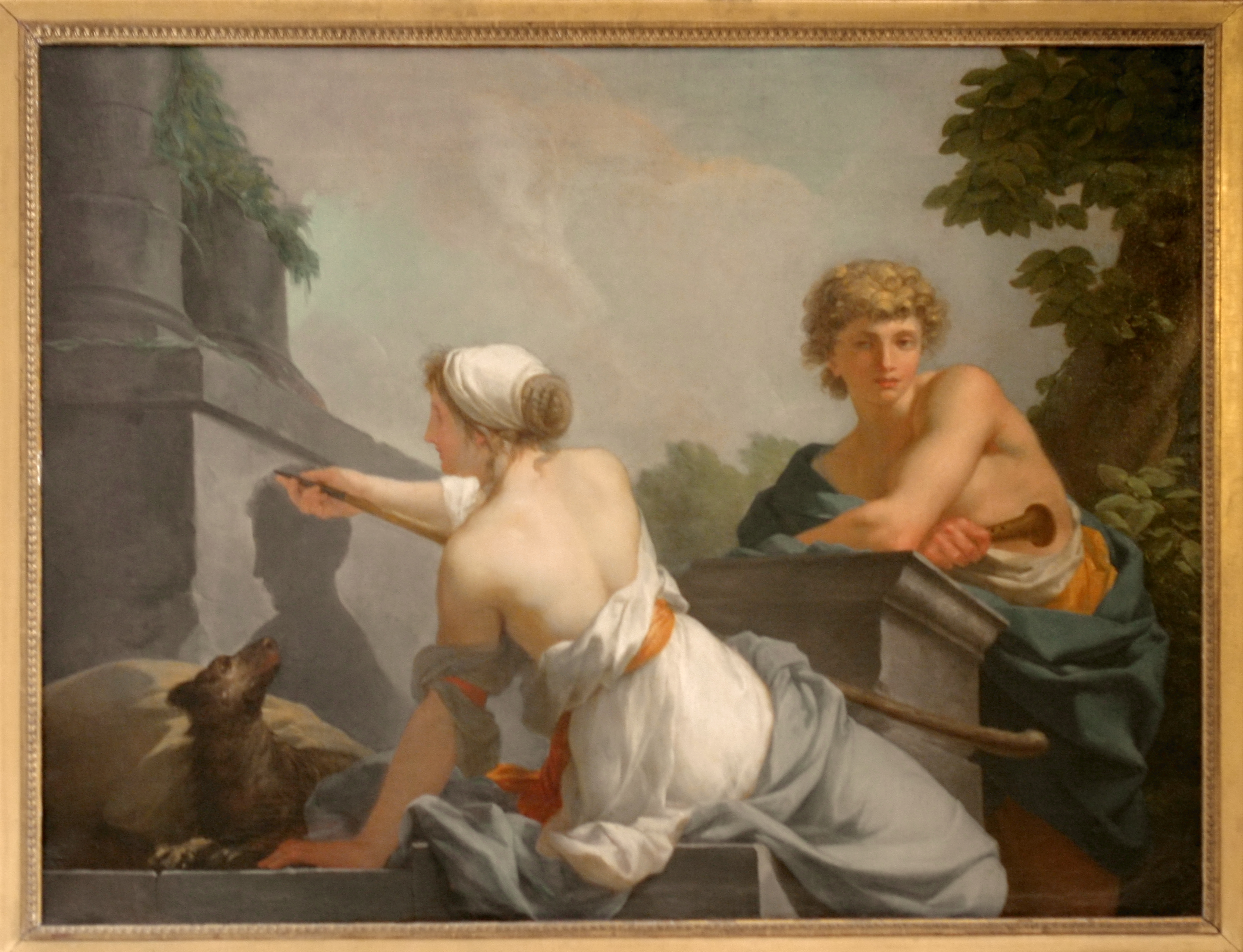
L'origen de la Pintura (1786)